# Mars Direct
Mars Direct (en español: "Directo a Marte") es un plan para una misión tripulada a Marte que ha sido diseñada para ser económicamente factible y realizable con las tecnologías disponibles a fines del siglo XX. El plan fue inicialmente explicado en un trabajo de investigación escrito en 1990 por los ingenieros Robert Zubrin y David Baker de NASA, y posteriormente expandido en el libro  Alegato a Marte escrito en 1996 por Zubrin. El plan sirve de referencia en las charlas y conferencias de Zubrin como director de la Mars Society, una sociedad que aboga por la colonización de Marte.

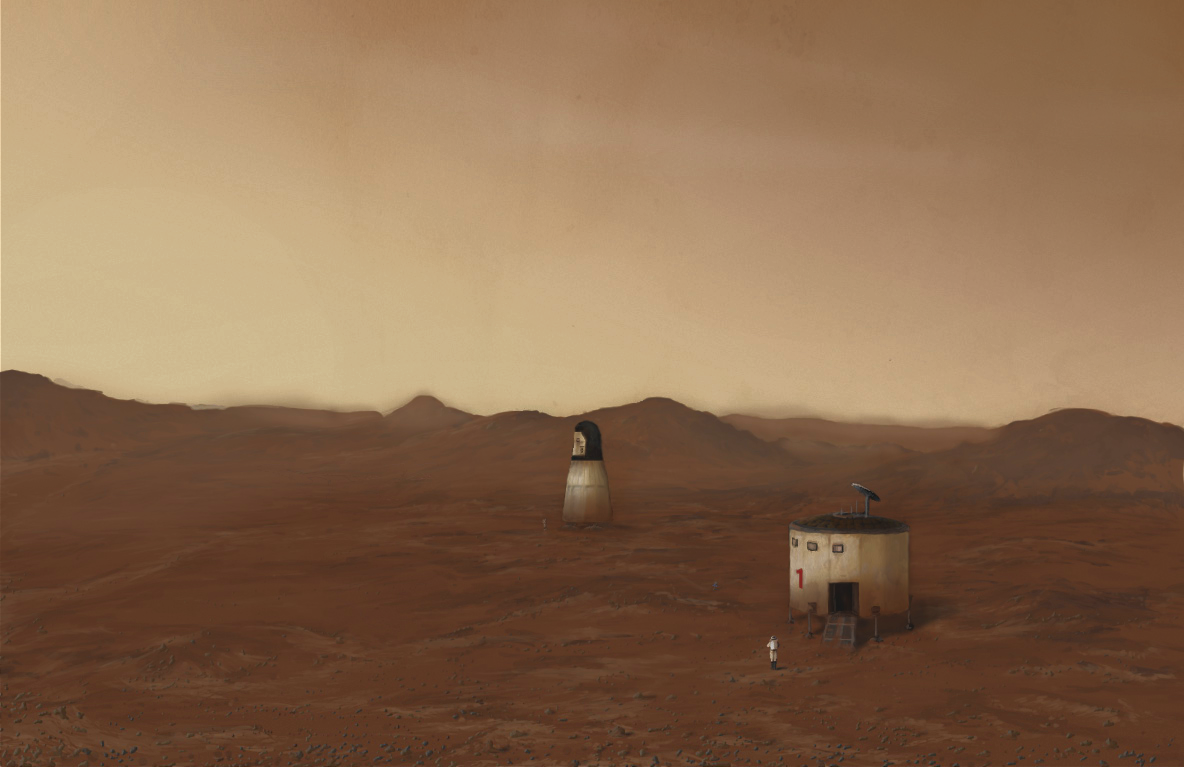
La Unidad de Hábitat y el Vehículo de regreso a la Tierra, en la superficie de Marte.

## Historia

### Iniciativa de exploración del espacio
En julio de 1989, George H. W. Bush, el entonces presidente de Estados Unidos, anuncio planes para lo que se denominaría la Iniciativa de Exploración del Espacio (SEI por sus siglas en inglés). En un discurso que dio en las escalinatas del National Air and Space Museum describió los planes de largo plazo que culminarían con una misión tripulada a la superficie de Marte.
Para diciembre de 1990, se dio a conocer los resultados de un estudio que estimó los costos del proyecto, en donde se indicaba que la inversión total sería de unos 450 000 millones de dólares a lo largo de un periodo de 20 a 30 años. El "estudio de los 90 días" tal como fue denominado, preveía una reacción hostil en el parlamento hacia el SEI dado que el mismo hubiera requerido la mayor inversión gubernamental desde la Segunda Guerra Mundial.  Al cabo de un año, todas las solicitudes de fondos para el SEI fueron rechazadas.
Cuando en abril de 1992 Dan Goldin asumió como administrador de la NASA, se abandonaron oficialmente los planes para la exploración humana a corto plazo más allá de la órbita terrestre y la nueva estrategia hizo énfasis en una exploración "más rápida, mejor, y más económica" utilizando sistemas robotizados.

### Desarrollo
Mientras Robert Zubrin trabajaba en Martin Marietta diseñando arquitecturas de misiones interplanetarias, detectó una falla fundamental en el programa SEI. Zubrin pensaba que si el plan de la NASA era utilizar cuantas tecnologías fueran necesarias para enviar la misión a Marte, sería políticamente inviable. Según sus propias palabras:
La forma exactamente opuesta al modo correcto de hacer ingeniería.
La alternativa que propuso Zubrin a esta estrategia de "Galáctica astronave de combate" (así denominada por sus detractores por las enormes naves espaciales con reactores nucleares que se asemejaban a la nave espacial de ciencia ficción con ese nombre) comprendía una estadía en la superficie de Marte más prolongada, un viaje más rápido similar a una misión conjunta, utilización de recursos in-situ y una nave lanzada directamente desde la superficie de la Tierra hacia Marte en vez de una nave armada en órbita o en un astillero en el espacio. Luego de ser aprobados sus ideas por los directores de Marietta, un grupo formado por 12 ingenieros comenzaron a elaborar los planes y detalles necesarios para llevar a cabo la misión.  Mientras se enfocaban básicamente en arquitecturas de misión más tradicionales, Zubrin comenzó a colaborar con su colega David Baker cuya estrategia abogaba por un enfoque extremadamente simple, sin elementos innecesarios y un modelo muy robusto. Sus objetivos que eran "utilizar recursos locales, viajar liviano, y vivir del suelo" pasaron a ser la base de Mars Direct.

## Escenario de la misión

### Primer vuelo
El primer vuelo del cohete Ares (no confundir con el cohete con igual nombre del hoy difunto Proyecto Constelación) llevaría a Marte un Vehículo de Regreso a Tierra en un vuelo no tripulado luego de una fase de crucero de seis meses, con una carga de hidrógeno, una planta química un reactor nuclear pequeño. Una vez allí, varias reacciones químicas (la reacción de Sabatier acoplada con electrólisis) serían utilizadas para combinar una pequeña cantidad de hidrógeno (8 toneladas) llevadas por el Vehículo de Regreso a Tierra con el dióxido de carbono de la atmósfera marciana para producir unas 112 toneladas de metano y oxígeno. Este procedimiento químico-ingenieril relativamente simple ha sido utilizado desde el siglo XIX, y aseguraría que solo el 7% del combustible necesario para regresar a la Tierra debía ser llevado hasta la superficie de Marte.
Se estima que serían necesarias 96 toneladas de metano y oxígeno para enviar el Vehículo de Regreso a Tierra en una trayectoria de vuelta a la Tierra a la finalización de la estadía en Marte, el resto del combustible quedaría disponible para ser utilizado para los vehículos de exploración en Marte. Se estima que el proceso para producir el combustible demandaría unos 10 meses.

### Segundo vuelo
Unos 26 meses después que haya despegado desde la Tierra el Vehículo de Regreso a Tierra (VRT), despegará un cohete con un segundo vehículo, la "Unidad de Hábitat en Marte", en una trayectoria de 6 meses de duración mediante una transferencia de baja energía hacia Marte, la cual llevará una tripulación de cuatro astronautas (el mínimo necesario para que el grupo pueda ser dividido en dos sin que ello implique dejar a alguien solo). La Unidad de Hábitat no despegará hasta que la fábrica automatizada en el VRT haya confirmado que se han producido de forma exitosa los químicos requeridos para operar en Marte y el viaje de regreso a la Tierra. Durante el viaje, se generaría gravedad artificial vinculando la Unidad de Hábitat con la etapa superior agotada del cohete, y haciendo que ambos giren en torno a un mismo eje. Esta rotación produciría un confortable ambiente con 1g para los astronautas, eliminando así los efectos debilitantes de la exposición prolongada a condiciones de ausencia de gravedad.

#### Operaciones de aterrizaje y superficie
Al llegar a Marte, la etapa superior es descartada, y la Unidad de Hábitat utilizando aerofrenado entra en órbita de Marte antes de realizar un aterrizaje suave en cercanías del Vehículo de Regreso a Tierra. Para lograr un aterrizaje preciso se dispondría del servicio de una baliza radar que fue llevada en el primer viaje. Una vez en Marte, la tripulación permanecerá 18 meses en la superficie, realizando diversas investigaciones científicas, ayudados por un pequeño vehículo explorador llevado a bordo de la Unidad de Hábitat en Marte, y alimentado por el metano producido por el Vehículo de Regreso a Tierra.

#### Regreso y misiones subsiguientes
Para regresar, la tripulación utilizará el Vehículo de Regreso a Tierra, dejando la Unidad de Hábitat en Marte para su posible uso por exploradores subsiguientes. Durante el viaje de regreso a la Tierra, la etapa de propulsión del Vehículo de Regreso a Tierra es utilizada como contrapeso para generar gravedad artificial.
Con intervalos de dos años se enviaran misiones posteriores a Marte para garantizar que un VRT se encuentre sobre la superficie del planeta siempre, esperando a ser utilizado por la próxima misión tripulada o la tripulación actual en caso de una emergencia. En dicho escenario de emergencia, la tripulación deberán transitar cientos de kilómetros hasta el otro VRT a bordo de su vehículo de transporte en Marte.

## Componentes
La propuesta Mars Direct comprende tres componentes principales el Lanzador "Ares", el Vehículo de Regreso a Tierra (VRT) y la Unidad de Hábitat en Marte (UHM).

### Lanzador
El plan comprende varios lanzamientos utilizando vectores lanzadores de tamaño similar al Saturno V usado en el programa Apolo, el cual podría ser desarrollado a partir de los componentes del Transbordador Espacial.  El cohete propuesto denominado "Ares", utilizaría los cohetes avanzados de combustible sólido del Transbordador Espacial, un tanque exterior modificado similar al del Transbordador y una tercera etapa nueva basada en Lox/LH2 para la impulsión hacia Marte de la carga.  Ares tendrá capacidad para colocar 121 toneladas en una órbita circular de 300 km, e impulsar 47 toneladas hacia Marte.

### Vehículo de Regreso a Tierra
El Vehículo de Regreso a Tierra es un vehículo de dos etapas. La etapa superior aloja los habitáculos para la tripulación durante su viaje de regreso de seis meses desde Marte a la Tierra. La cubierta inferior aloja los motores cohetes del vehículo y una pequeña planta química de producción.

### Unidad de Hábitat en Marte
La Unidad de Hábitat en Marte es un vehículo con 2 o 3 cubiertas que posee una amplia zona habitable y de trabajo para una tripulación en Marte. Además de los habitáculos individuales para dormir que otorgan un cierto nivel de privacidad a cada miembro de la tripulación y un sitio para guardar sus efectos personales, la Unidad de Hábitat incluye una zona comunal, una cocina pequeña, zona para ejercitarse, y facilidades para higienizarse con un circuito cerrado de purificación de agua. 
La cubierta inferior de la Unidad de Hábitat en Marte provee el espacio primario de trabajo de la tripulación: una pequeña zona de laboratorio para realizar investigaciones sobre geología y ciencia de la vida; espacio para almacenar muestras, compuertas para salir a la superficie de Marte, y una zona de acondicionamiento donde los miembros de la tripulación se colocan los trajes y preparan antes de salir a las operaciones en el exterior. 
En el centro del vehículo existe una zona denominada "refugio para tormentas" que provee protección contra radiaciones peligrosas (como por ejemplo las provenientes de erupciones solares), mientras la nave se encuentra en el espacio y en la superficie de Marte.
La Unidad de Hábitat en Marte también incluye un pequeño vehículo explorador presurizado. El vehículo explorador se almacena en la zona de la cubierta inferior durante el transporte y es armado en la superficie de Marte. El vehículo propulsado con un motor alimentado con metano está diseñado para extender hasta una distancia de 320 km el alcance de la zona que los astronautas pueden explorar en la superficie de Marte.
Desde que se propuso inicialmente como parte de Mars Direct, el concepto de la Unidad de Hábitat en Marte ha sido adoptada por la NASA como parte del diseño de la Misión de Referencia a Marte, la cual utiliza dos Unidades de Hábitat en Marte – una que vuela hasta Marte sin tripulación, y que será el laboratorio en Marte, junto con la capacidad de transportar un vehículo de exploración de mayores dimensiones. La segunda Unidad de Hábitat en Marte viaja hasta Marte con la tripulación, la misma se encuentra totalmente dedicado al alojamiento de la tripulación y depósito.
Para demostrar la viabilidad de la Unidad de Hábitat en Marte, la Mars Society ha implementado el Mars Analogue Research Station Program (MARS), el cual ha construido varios prototipos de las unidades habitacionales en Marte en diversos sitios alrededor del mundo.

## Acogida
Baker presentó el plan Mars Direct en el Centro Marshall de vuelos espaciales en abril de 1990, con una recepción muy positiva. Posteriormente fue difundido mediante diversas conferencias generando un gran interés. El tour concluyó con una charla en la National Space Society, la que fue aclamada a su finalización.  Pronto el plan ganó la atención de los medios de comunicación.
El plan fue resistido por los grupos dentro de NASA que trabajaban en la Space Station y conceptos de propulsión avanzados, ya que su trabajo ya no sería necesario para llegar a Marte. La administración de NASA rechazó Mars Direct.  Zubrin permaneció dedicado a la estrategia, y luego de dejar de colaborar con David Baker, en 1992 intentó convencer a la nueva administración de NASA sobre los méritos de Mars Direct.
Utilizando los fondos de una pequeña ayuda de investigación provista por Martin Marietta, Zubrin y sus colegas tuvieron éxito en demostrar el funcionamiento de un generador de combustible que operó con una eficiencia del 94%. Aun luego de mostrar los resultados positivos obtenidos en el Johnson Space Center, la administración de la NASA todavía tenía varias dudas sobre el plan.
En noviembre de 2003, Zubrin fue invitado a dar una presentación ante el Comité del Senado de Estados Unidos sobre el futuro de la exploración del espacio. Dos meses después el gobierno del presidente George W. Bush anunció la creación del programa Constelación, una iniciativa para vuelos espaciales tripulados cuyo objetivo era enviar humanos a la Luna hacia el año 2020. Si bien no contenía detalles específicos sobre una misión a Marte, se elaboró un plan para llegar a Marte basado en el uso de la nave Orion el cual podría ser implementado en la década del 2030.  En el 2011 el gobierno del presidente Obama denegó la financiación para el proyecto y el programa Constelación fue cancelado.

## Revisiones
Desde que Mars Direct fue construido, ha sido revisado, mantenido y actualizado regularmente por el mismo Robert Zubrin, Mars Society, NASA, la Universidad de Standford y otros contribuyentes.

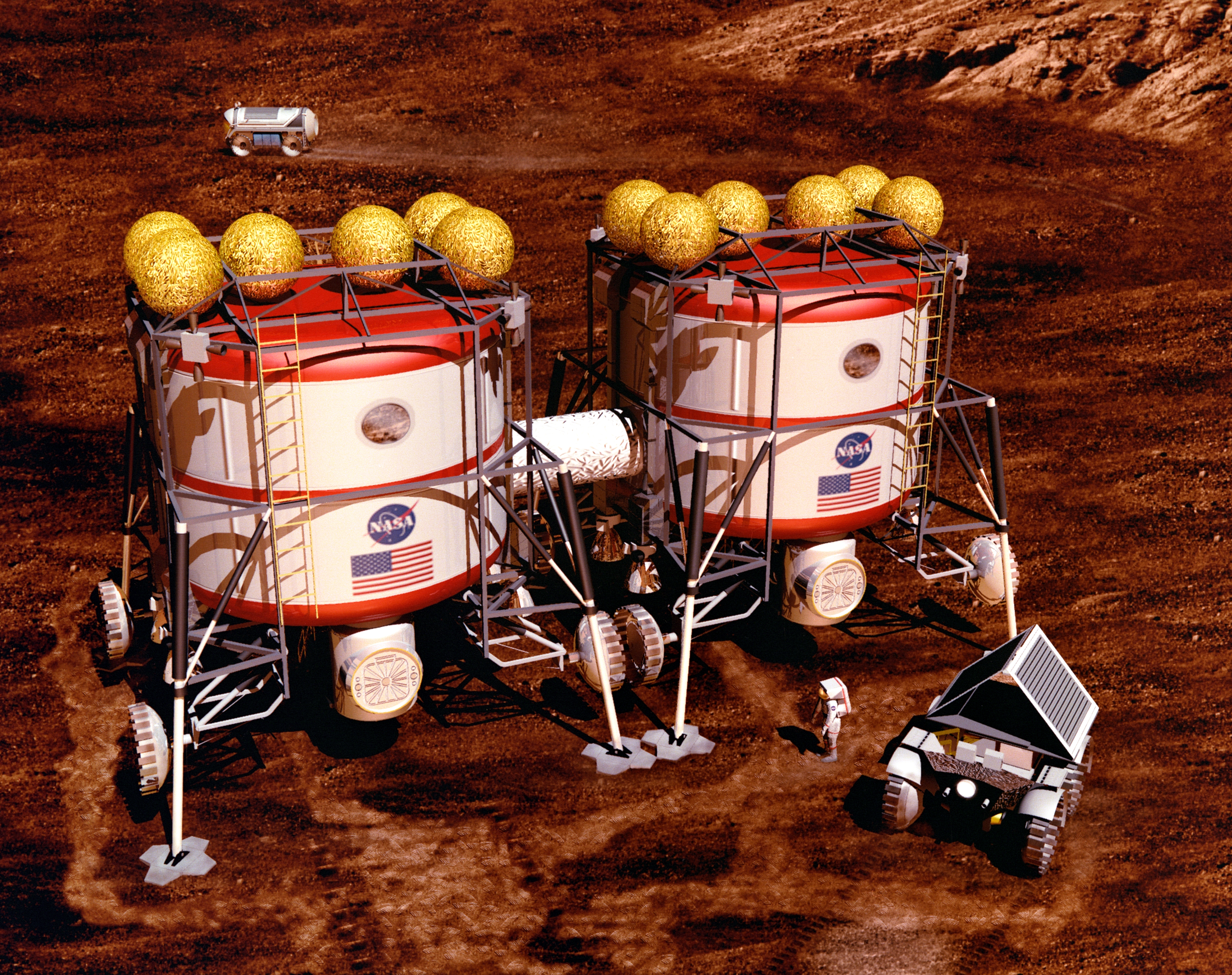
Representación artística de Mars Semi-Direct / DRA 1.0: La unidad de hábitat tripulado se "acopla" junto con un hábitat preestablecido que se envió por antes que el Vehículo de Retorno a Tierra.

### Mars Semi-Direct
Zubrin y Weaver desarrollaron una versión modificada de Mars Direct, llamada Mars Semi-Direct, en respuesta a algunas críticas. Esta misión consta de tres naves espaciales e incluye un "Vehículo de Ascenso a Marte" (MAV por sus siglas en inglés) . El VRT permanece en la órbita de Marte para  ser utilizado en el regreso a la tierra, mientras que el MAV no tripulado aterriza y fabrica propulsores en la superficie para que puedan ser utilizados posteriormente en el ascenso a la órbita de Marte donde espera el VRT. La arquitectura Mars Semi-Direct se ha utilizado como base de numerosos estudios, incluidas las misiones de Mars Design Reference Mission.
Cuando fue sometido al mismo análisis de costos que el estudio de los 90 días, se pronosticó que Mars Semi-Direct costaría 55 mil millones de dólares en 10 años, y podría ajustarse al presupuesto de la NASA.
Mars Semi-Direct se convirtió en la base de la Mars Design Reference Mission 1.0 de la NASA, en reemplazo de la Space Exploration Initiative.

### Mars Design Reference Mission
El modelo de la NASA, conocido como Mars Design Reference Mission, desde la versión 5.0 a partir del 1 de septiembre de 2012, sufrió una significativa actualización en el hardware (al menos tres lanzamientos por misión, en lugar de dos), y se enviaría el ERV a Marte con el depósito completamente lleno, quedándose en órbita sobre el planeta a la espera de su posterior encuentro con el MAV.

### Mars Direct y SpaceX
Con la inminente llegada de la gran potencia de empuje a coste reducido de SpaceX, Zubrin ha postulado una misión tripulada a Marte significativamente más barata utilizando tecnología desarrollada por esta compañía .
En esta misión, un equipo de dos Falcon Heavy, serían utilizados para enviar a Marte a una tripulación de dos personas, donde la nave espacial SpaceX Dragon sería utilizada como hábitat de crucero interplanetario. El espacio vital adicional para el viaje se habilitaría mediante el uso de módulos adicionales inflables, si fuera necesario. Los problemas asociados con la exposición a la ingravidez a largo plazo se abordarían de la misma manera que en el plan básico de Mars Direct, una conexión entre el hábitat del SpaceX Dragon y la etapa TMI (Trans-Mars Injection) que permitía que la nave rotase.
Las características del escudo térmico de la nave espacial Dragon, podrían permitir un descenso seguro si se dispusiera de cohetes de suficiente potencia. La investigación en el Centro de Investigación Ames de la NASA ha demostrado que una nave Dragon robotizada sería capaz de un aterrizaje totalmente segura a través de propulsores en la superficie marciana. Una vez en la superficie, la tripulación tendría a su disposición dos naves espaciales Dragon con sus módulos inflables como hábitats, dos ERV, dos vehículos de ascenso de Marte y 8 toneladas de combustible.

### Otros estudios
Los estudios de Mars Society y Stanford mantienen el mismo perfil que la misión original de dos vehículos que tenía Mars Direct, pero aumentan a seis el número de personas en la tripulación.
Mars Society Australia desarrolló su propia misión de referencia con cuatro tripulantes conocida como Mars Oz, basada también en Mars Semi-Direct. Este estudio utiliza módulos de aterrizaje orientados horizontalmente y utiliza la energía solar y la propulsión química para lograr su objetivo, mientras que Mars Direct y los DRM utilizan reactores nucleares como motor en la superficie, y en caso de los DRM para la propulsión también. La misión de referencia de Mars Oz también difiere en asumir, según la experiencia de la estación espacial, que la gravedad de giro no será necesaria.

## Estaciones de investigación analógica de Marte
Mars Society ha justificado la viabilidad del concepto de la Unidad de Hábitat de Marte a través de su Programa de la Estación de Investigación Analógica en Marte. Estos son dos o tres cilindros verticales recubiertos que tienen un tamaño de aproximadamente 8 metros de diámetro y 8 metros de altura. Mars Society Australia planea construir su propia estación basada en el diseño de Mars Oz.  El diseño de Mars Oz plantea un cilindro horizontal de 4.7 metros de diámetro y 18 metros de largo, con una nariz cónica. Un segundo módulo similar será utilizado como un módulo de garaje, energía y logística.
Mars Direct apareció en algunos programas de Discovery Channel, Mars: The Next Frontier, en la que se plantearon los problemas relacionados con la financiación del proyecto por parte de la NASA, pero fue en Mars Underground, donde se analizó el plan con mayor nivel de profundidad

## Alternativas
Las propuestas de Mars to Stay no está previsto de momento traer de vuelta a los primeros exploradores de forma inmediata, o incluso nunca, debido entre otras cosas a que se ha planteado que el coste de enviar un grupo de 4 o 6 personas podría ser tan solo de entre una quinta a una décima parte del coste de traer de vuelta al mismo equipo de cuatro o seis personas. Todo esto desemboca en otros debates y dependiendo del enfoque adoptado, se podría enviar y montar un laboratorio muy completo por menos coste que devolver incluso 50 kilos de rocas marcianas. En conclusión, veinte o más personas podrían ser enviadas por el mismo coste que supondría devolver unas cuatro.

## En la ficción
- Mars Direct es el modelo de misión utilizado en la novela de Gregory Benford , The Martian Race, la novela de Geoffrey A. Landis, Mars Crossing, la novela de Larry Niven, Rainbow Mars, la novela de Robert M. Blevins "The 13th Day of Christmas" , o incluso la novela del propio Robert Zubrin, First Landing.
- Mars Direct es la base de la película Misión a Marte.
- En el episodio de Futurama, "La suerte del frylandés", existe una escena que muestra al primer hombre en Marte con una nave espacial que se parece a la Unidad de Hábitat de Marte.
- En el episodio de El ala oeste de la Casa Blanca "La forma de hacer la guerra de Genghis Khan", un miembro de la NASA describe a Mars Direct ante jefe de personal de la Casa Blanca, Josh Lyman, y llega a convencerlo de su mérito.
- Los conceptos de Mars Direct y Mars for Less, tienen un lugar destacado en la novela de Brian Enke, "Shadows of Medusa" (2005).